# Ironman d'Hawaï 1980
Navigation
Édition précédente Édition suivante
L'Ironman d'Hawaï 1980 se déroule le 15 février 1980 à Oahu (île de la capitale Honolulu) dans l'État d'Hawaï. Il est organisé par John et Judy Collins.

## Résumé historique
L'édition de 1980 est la dernière organisée par John et Judy Collins, alors que le fondateur pense transformer l'épreuve en relais, un reportage de dix pages de Barry MacDermott dans la revue Sports Illustrated, fait une grande publicité à l'épreuve. 108 triathlètes s'inscrivent et prennent le départ de l'édition 1980. John Collins donne aussi gracieusement l'autorisation à la chaine ABC de filmer l'évènement. L'épreuve voit 102 hommes et deux femmes qui prennent le départ. Dave Scott sportif professionnel remporte la 3e et dernière édition organisée par John et Judy Collins. Deux autres femmes inscrivent leurs noms au palmarès de l'Ironman Robin Beck et Eve Anderson. Muté à Washington DC, John Collins et son épouse confie l'organisation de l'épreuve au club de gymnastique d'Hawaï, le Nautilus Fitness Club.

## Résultats

### Hommes
| Pos.    | Temps            | Nom             | Pays       | Détail temps    | Détail temps | Détail temps    | Détail temps | Détail temps    |
| Pos.    | Temps            | Nom             | Pays       | Natation        | T1           | Cyclisme        | T2           | Course à pied   |
| ------- | ---------------- | --------------- | ---------- | --------------- | ------------ | --------------- | ------------ | --------------- |
|         | 09 h 24 min 33 s | Dave Scott      | États-Unis | 51 min 00 s     | 0 min 00 s   | 5 h 03 min 00 s | 0 min 00 s   | 3 h 30 min 33 s |
|         | 10 h 24 min 41 s | Chuck Neumann   | États-Unis | 1 h 02 min 00 s | 0 min 00 s   | 5 h 38 min 00 s | 0 min 00 s   | 3 h 44 min 41 s |
|         | 10 h 32 min 36 s | John Howard     | États-Unis | 1 h 51 min 00 s | 0 min 00 s   | 4 h 28 min 00 s | 0 min 00 s   | 4 h 13 min 46 s |
| 4       | 10 h 49 min 16 s | Tom Warren      | États-Unis | 1 h 00 min 00 s | 0 min 00 s   | 5 h 40 min 00 s | 0 min 00 s   | 4 h 09 min 16 s |
| 5       | 10 h 57 min 07 s | Thomas Boughey  | États-Unis | 55 min 00 s     | 0 min 00 s   | 5 h 43 min 00 s | 0 min 00 s   | 4 h 19 min 07 s |
| 6       | 10 h 58 min 15 s | Gordon Haller   | États-Unis | 1 h 19 min 00 s | 0 min 00 s   | 6 h 12 min 00 s | 0 min 00 s   | 3 h 27 min 15 s |
| 7       | 11 h 07 min 42 s | Kurt Madden     | États-Unis | 1 h 00 min 00 s | 0 min 00 s   | 6 h 06 min 00 s | 0 min 00 s   | 4 h 01 min 42 s |
| 8       | 11 h 10 min 42 s | Ladie Shaw      | États-Unis | 1 h 30 min 00 s | 0 min 00 s   | 6 h 06 min 00 s | 0 min 00 s   | 3 h 34 min 42 s |
| 9       | 11 h 12 min 26 s | James Mensching | États-Unis | 1 h 18 min 00 s | 0 min 00 s   | 5 h 26 min 00 s | 0 min 00 s   | 4 h 28 min 26 s |
| 10      | 11 h 13 min 07 s | Samuel Barloon  | États-Unis | 1 h 00 min 00 s | 0 min 00 s   | 6 h 13 min 00 s | 0 min 00 s   | 4 h 00 min 07 s |
| Source: |                  |                 |            |                 |              |                 |              |                 |

### Femmes
| Pos.    | Temps            | Nom          | Pays       | Détail temps    | Détail temps | Détail temps    | Détail temps | Détail temps    |
| Pos.    | Temps            | Nom          | Pays       | Natation        | T1           | Cyclisme        | T2           | Course à pied   |
| ------- | ---------------- | ------------ | ---------- | --------------- | ------------ | --------------- | ------------ | --------------- |
|         | 11 h 21 min 24 s | Robin Beck   | États-Unis | 1 h 20 min 00 s | 0 min 00 s   | 6 h 05 min 00 s | 0 min 00 s   | 3 h 56 min 24 s |
|         | 15 h 40 min 59 s | Eve Anderson | États-Unis | 1 h 30 min 00 s | 0 min 00 s   | 7 h 48 min 00 s | 0 min 00 s   | 6 h 22 min 59 s |
| Source: |                  |              |            |                 |              |                 |              |                 |